# Triodanis texana
Triodanis texana är en klockväxtart som beskrevs av Mcvaugh. Triodanis texana ingår i släktet indianspeglar, och familjen klockväxter. Inga underarter finns listade i Catalogue of Life.